# Villers-sur-Mer
Villers-sur-Mer ist eine französische Gemeinde mit 2.437 Einwohnern (Stand: 1. Januar 2022) des Départements Calvados in der Region Normandie. Administrativ ist sie dem Kanton Pont-l’Évêque und dem Arrondissement Lisieux zugeteilt.

## Geographie
Der Ort mit 2437 Einwohnern (Stand 1. Januar 2022) liegt zwischen Deauville und Cabourg auf einer bewaldeten Anhöhe in der Landschaft Pays d’Auge. Im Osten schließen sich 30 Hektar Moorfläche an, wo unter anderem Sumpfhühner vorkommen. Villers-sur-Mer ist der nördlichste Ort Festlandeuropas, durch den der Nullmeridian verläuft.

## Geschichte
Funde an der nahen Vaches-Noires-Steilküste trugen zu den Dinosaurierfunden in Frankreich bei. Die Orientierung des Ortes auf den Tourismus begann 1852, als ein erstes Hotel gebaut wurde. 1901 gab es 1441 Einwohner. 1922 wurde der Ort als Luftkurort klassifiziert. Im Juni 1940 wurde Villers-sur-Mer von der Wehrmacht besetzt und im August 1944 durch die 1. belgische Infanteriebrigade unter General Jean-Baptiste Piron befreit. Daraufhin siedelten sich etliche Flüchtlinge in dem Ort an, so dass dessen Bevölkerung 1946 auf 1761 Einwohner anstieg.

### Bevölkerungsentwicklung
| Jahr                       | 1962 | 1968 | 1975 | 1982 | 1990 | 1999 | 2009 | 2016 |
| Einwohner                  | 1608 | 1669 | 1769 | 1853 | 2019 | 2318 | 2707 | 2694 |
| Quellen: Cassini und INSEE |      |      |      |      |      |      |      |      |

## Gemeindepartnerschaften
Partnerstädte sind Boffzen und Wickham (Hampshire).

## Sehenswürdigkeiten
- Villa Durenne, 1854 erbaut, mit Tourismusbüro und Paläontologiemuseum
- neugotische Kirche Saint Martin, 1872 erbaut
- Pastorenhaus im normannischen Stil des 18. Jahrhunderts

## Persönlichkeiten
- Félix Godefroid (1818–1897), Harfenist und Komponist
- Louis Armand (1905–1971), Bergbauingenieur, Eisenbahner und Präsident der Europäischen Atomgemeinschaft (EURATOM)